# Liza Koshy
Elizabeth Liza Koshy (Houston, 31 marzo 1996) è un'attrice, conduttrice televisiva, comica e youtuber statunitense.

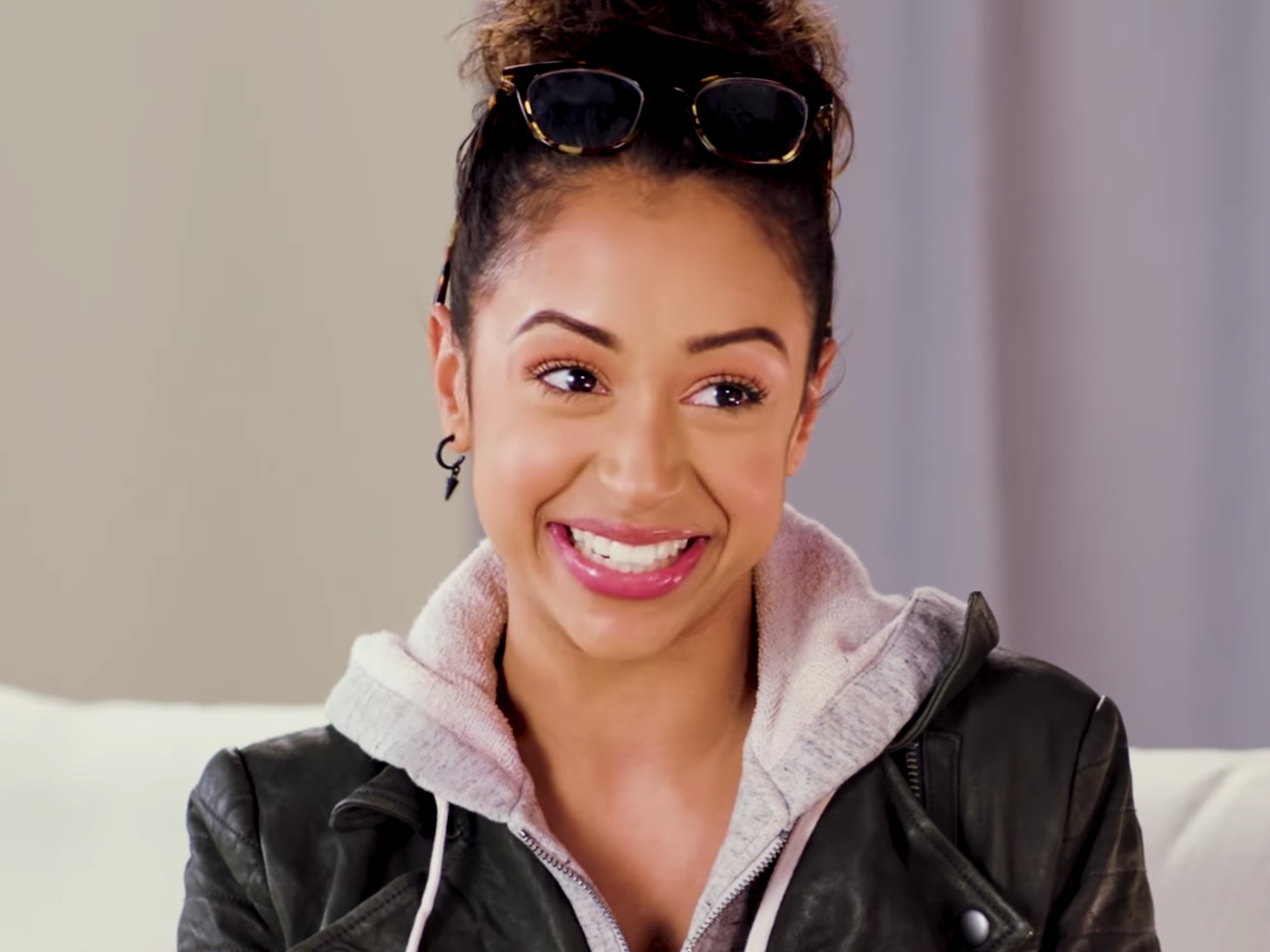
Liza Koshy nel 2020

La sua carriera ha inizio su Vine nel 2013, prima ancora che aprisse il suo canale YouTube. Liza è uno dei personaggi più seguiti sui social networks e il suo canale di youtube è tra quelli con tasso di crescita più veloce: solo nel 2016 ha registrato 6 milioni di iscritti, e più di 6 milioni nel 2017 (più di qualsiasi altro canale).
Nel 2019, il suo canale principale supera i 17 milioni di iscritti e il numero delle visualizzazioni dei suoi due canali insieme supera i 2,5 miliardi. Questo lo rende il 58º canale con più iscritti degli Stati Uniti.
Koshy ha ricevuto quattro Streamy Awards, quattro Teen Choice Awardss e un Kid's Choice Award, oltre che un Gold Play Button, un Silver Play Button e un Diamond Play Button.
È inoltre stata inserita nella lista di Forbes del 2019, '30 under 30 Hollywood & Eintertainment', e nella lista di Time del 2019 che elenca le 25 persone più influenti del web.

## Infanzia ed istruzione
Liza Koshy è nata e cresciuta a Houston, Texas, con i genitori e le due sorelle maggiori. Il padre, Jose Koshy, di origine indiana, è un dirigente del settore petrolifero, mentre la madre, Jean Carol née être Hertzler, di origini caucasiche, è un'insegnante di yoga.
Koshy ha frequentato un istituto bilingue dalla scuola dell'infanzia fino alla fine delle scuole elementari, e grazie a ciò ha imparato lo spagnolo.
Nel 2014, dopo aver frequentato la Lamar High School di Houston, si è iscritta all'Università di Houston, dove ha studiato presso la facoltà di business-marketing. Nel 2015 Liza ha abbandonato gli studi per trasferirsi a Los Angeles e proseguire con la sua carriera, in continua ascesa.

## Carriera

### Social media
Liza Koshy iniziò a postare brevi video comici sulla piattaforma Vine nel 2013, sotto lo pseudonimo di 'Lizzza'. Quando Vine chiuse nel 2017, aveva 7 milioni di followers. Intorno al 2016 Liza iniziò ad essere nota anche sulla piattaforma YouTube. Nel novembre del 2016, subito prima delle elezioni, intervistò addirittura il presidente Barack Obama sul suo canale, per incoraggiare i suoi iscritti a votare.. I video di Liza sono molto ben riconoscibili, perché caratterizzati da espressioni facciali esagerate, da una grande velocità nel parlare e nel muoversi e, in generale, dal suo intento di risultare il più ridicola possibile. Alcuni dei suoi video, però, si occupano di trattare problematiche serie, come i disturbi d'ansia, o le difficoltà ad accettarsi, sentirsi accettati dagli altri e ad inserirsi nei diversi contesti; tutto ciò, presentato in un modo accattivante che lo rende accessibile ed interessante per i suoi iscritti.
Koshy ha smesso di caricare video sul suo canale YouTube principale nel 2018, quando ha iniziato ad occuparsi a tempo pieno della sua carriera di attrice e presentatrice. Ha però ricominciato a postare nuovi video nel 2019.
Nel 2017, Liza è diventata "la youtuber più veloce a raggiungere i 10 milioni di iscritti". Nell'aprile 2019, il suo canale principale è arrivato a più di 16 milioni di iscritti, con più di 2 miliardi di visualizzazioni. Ogni video sul suo canale principale, in media, ha 10 milioni di visualizzazioni. Il suo secondo canale YouTube ha più di 7 milioni di iscritti, e i due canali insieme superano i 2,5 miliardi di visualizzazioni. Liza ha anche più di 17 milioni di followers su Instagram, più di 11 milioni su TikTok (precedentemente, Musical.ly), più di 2,9 milioni su Facebook e più di 2,3 milioni su Twitter. Ad agosto 2017, la sua influenza sui social media si può calcolare approssimativamente nei termini di 45 milioni di followers.

### Recitazione
Nel 2016, Koshy ha recitato nella serie horror di HuluFreakish, nelle vesti del personaggio Violet Adams, ruolo che ha mantenuto anche nel 2017 per la seconda stagione della serie. Nel 2016 ha anche recitato nel ruolo di Aday Walker nel film horror-comico Boo! A Madea Halloween ed ha impersonato se stessa nella serie di YouTube Premium Jingle ballin . Sempre nello stesso anno è apparsa nelle vesti della Principessa Aubrey nella commedia FML.
Nel 2017 ha impersonato un personaggio ricorrente nella serie di YouTube Premium Escape the Night.
Liza appare (ed è co-produttrice) anche nella serie comica di YouTube Premium Liza on Demand, rilasciata nel giugno 2018, serie che ha come obiettivo quello di "seguire le caotiche disavventure dell'omonimo personaggio, impegnato nei lavori più disparati per guadagnare qualcosa" l.
Il Los Angeles Times recensisce così la serie: "Il primo episodio [...] non è male. Ma resta comunque piuttosto ordinario e leggermente rigido. [...] Ma il secondo [...] è meglio [...] e mette in evidenza le qualità di Koshy, con una comicità fisica che funziona.[...]".
Nel novembre 2018, Liza ha dato la voce al personaggio Owl, in Crow: The legend, un cortometraggio animato in realtà virtuale scritto e diretto da Eric Darnell, nel quale è presente anche John Legend.
Nel 2019 Koshy ha fatto ritorno a Escape the Night. Liza ha anche preso parte al film prodotto da Netflix, Work It, assieme a Sabrina Carpenter. Il trailer ufficiale è stato reso pubblico il 6 luglio 2020 e il film uscirà il 7 agosto su Netflix.

### Altre attività
Liza Koshy ha presentato il live-preshow ai Golden Globe Awards del 2017, diretta che ha avuto 2,7 milioni di visualizzazioni su Twitter, un record per la piattaforma. Inoltre ha presentato la serie Every single step di Lythgoe, ed è stata l'unica celebrità nata dai social media ad essere scelta per promuovere gli MTV Movie Awards del 2016. È stata inoltre tra i presentatori di Total Request Live su MTV dal 2017 al 2019, e ha lavorato come produttrice e sviluppatrice di contenuti per MTV.
Liza è stata la prima "celebrità digitale" intervistata per la web-serie di Vogue, 73 Questions. Si è inoltre occupata di condurre per conto di Vogue le interviste alle celebrità che hanno partecipato al Met Gala del 2018 e del 2019.
Koshy ha collaborato con The Giving Keys, una compagnia di gioiellerie che si occupa di supportare i senzatetto, per una collezione limited-edition di collane. I suoi annunci pubblicitari online per la compagnia Beats Electronics hanno ottenuto 4 volte le visualizzazioni ottenute da altre note celebrità.
Infine, ha condotto il ritorno del game show di Nickelodeon Double Dare a partire da giugno 2018.

## Vita privata
Koshy è stata fidanzata con il collega youtuber David Dobrik dal 2015 al 2017, ma i due hanno rivelato di essersi lasciati nel giugno del 2018 tramite un video su YouTube.

## Filmografia

### Cinema
- FML – regia di Jason Nash (2016)
- Boo! A Madea Halloween (2016)
- Jingle Ballin'(2016)
- Crow: The Legend (2017)
- Work It (2020)
- Cat Person, regia di Susanna Fogel (2023)
- A Family Affair, regia di Richard LaGravenese (2024)
- Una pallottola spuntata (The Naked Gun), regia di Akiva Schaffer (2025)

### Doppiatrice
- Transformers - Il risveglio (2023)

### Televisione
- Making a Scene with James Franco – stagione 3 (2016)
- Freakish – 20 episodi (2016-2017)
- Escape the Night – webserie, 6 episodi (2017)
- Total Request Live – (2017)
- Liza on Demand – webserie (2018)
- Double Dare – quiz (2018- in produzione)

### Video musicali
- Woke Up Late di Drax Project (2019)

## Premi
- Streamy Awards 2016 come Breakout Creator[34]
- Teen Choice Awards 2017 Female Web Star[35]
- Streamy Awards 2017 sezione Comedy[36]
- Nickelodeon Kids' Choice Awards 2018: Favorite Funny YouTube Creator[37]
- Teen Choice Awards 2018 Female Web Star, Comedy Web Star e YouTuber[38]
- Streamy Awards 2018 Miglior attrice in una commedia per Liza on Demand[39]

## Doppiatrici italiane
Nelle versioni in italiano delle opere in cui ha recitato, Liza Koshy è stata doppiata da: 
- Sophia de Pietro in Work It, A Family Affair
- Alice Venditti in Una pallottola spuntata

Da doppiatrice è sostituita da:
- Martina Felli in Transformers - Il risveglio
- Martina Tamburello in My Little Pony - Una nuova generazione
- Chiara Gioncardi in Ruby Gillman - La ragazza con i tentacoli